# È tutta vita
(Dal romanzo)
È tutta vita è l'ottavo romanzo dell'autore italiano Fabio Volo, pubblicato il 18 novembre 2015.

## Trama
Due compagni neogenitori, Nicola e Sofia, in una storia d'amore che credevano perfetta cominciano ad avere i primi problemi tra di loro, che sfociano in una vera e propria crisi che dovranno affrontare insieme.

## Edizioni
- Fabio Volo, È tutta vita, A. Mondadori, 2015,  p. 240, ISBN 978-88-04-65822-1.